# کوکوشی

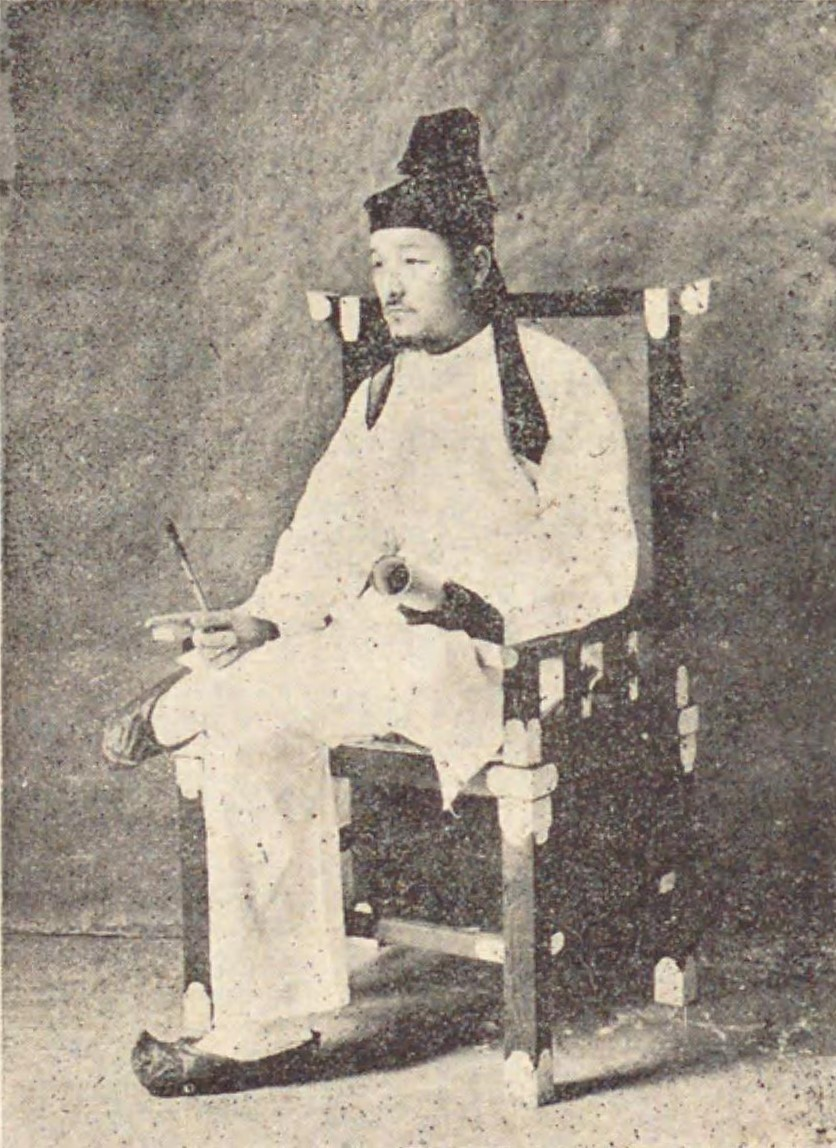
کوکوشی

کوکوشی، کونی نو تسوکاسا (به ژاپنی: 国司 Kokushi)، صاحب منصبان و مقام‌های عالی‌رتبه در قرن هشتم میلادی بودند که از طرف حکومت مرکزی به مناطق ژاپن فرستاده می‌شدند. این منصب بعد از تصویب سیستم ریتسوریو ایجاد شد. کوکوشی قدرت و مسئولیت‌های قابل توجهی را بر اساس ریتسوریو، از جمله جمع‌آوری مالیات، و غیره برعهده داشته‌است. بالاترین سطح برای کوکوشی کامی (守) نام داشت؛ بنابراین، به عنوان مثال، رئیس کوکوشی‌ها (فرماندار) ولایت کای، کای نو کامی (甲 斐 守) نامیده می‌شد.
یک کامی (守) در ولایتی که مسئول آن بود زندگی می‌کرد و قدرت خود را به مقامات پایین‌تر رتبه‌بندی می‌کرد. بالاترین مقام رسمی که پس از وی به‌طور مؤثر مسئول یک ولایت بود، زوریو (受領) نامگذاری شد.
کوکوشی قدرت خود را در طول شوگونسالاری کاماکورا و همچنین در طول دوره موروماچی نسبت به شوگو (فرمانداران نظامی) از دست داد. در نسل‌های بعد، به ویژه در دوره ادو، عنوان کوکوشی به عنوان لقبی افتخار آمیز باقی ماند.